# Cameron Wakefield
Cameron Wakefield (Wellington, 7 de junho de 1993) é um ator neo-zelandês. É mais conhecido pelo seu papel como "Hoager Scott" no filme de 2007, Ponte para Terabithia. Também atuou como "Jack Jnr" em The Killian Curse. Cameron imita Elvis Presley e já participou da New Zealand's Got Talent. Atualmente ele frequênta a Hutt International Boys' School em Upper Hutt.

## Filmografia
| Filmes    | Filmes                | Filmes       | Filmes                |
| Ano       | Título                | Papel        | Notas                 |
| --------- | --------------------- | ------------ | --------------------- |
| 2007      | Ponte para Terabithia | Scott Hoager |                       |
| Televisão |                       |              |                       |
| Ano       | Título                | Papel        | Notas                 |
| 2005      | The New Tomorrow      | Flame        | Episódio desconhecido |
| 2006      | The Killian Curse     | Jack Jnr     | 1 episódio            |

## Prêmios e Indicações
| Prêmios | Prêmios   | Prêmios             | Prêmios                                    | Prêmios               |
| Ano     | Resultado | Premiação           | Categoria                                  | Título                |
| ------- | --------- | ------------------- | ------------------------------------------ | --------------------- |
| 2008    | Venceu    | Young Artist Awards | Melhor Performance em Filme - Elenco Jovem | Ponte para Terabithia |